# Прљави филм
Прљави филм је југословенски документарни филм из 1989. године. Режију је урадио Душан Сабо, а сценарио су писали Радослав Павловић и Душан Сабо.